# Baulne-en-Brie
Baulne-en-Brie korábbi község Franciaországban, Aisne megyében. Lakosainak száma 264 fő (2018. január 1.). Baulne-en-Brie Celles-lès-Condé, La Chapelle-Monthodon, Condé-en-Brie, Montigny-lès-Condé, Pargny-la-Dhuys, Saint-Agnan, Le Breuil és Verdon községekkel határos.
2016. január 1-jén La Chapelle-Monthodon és Saint-Agnan korábbi községgel egyesült és az így létrejött Vallées en Champagne új község része lett.

## Népesség
A település népességének változása:
| Lakosok száma | 256  | 220  | 243  | 219  | 284  | 296  | 259  | 260  | 264  | 264  |
|               | 1962 | 1968 | 1982 | 1990 | 2006 | 2008 | 2013 | 2015 | 2017 | 2018 |